# Trial de Sant Llorenç 1971
L'edició de 1971 del Trial de Sant Llorenç fou la 5a d'aquesta prova, organitzada pel Motor Club Terrassa. El trial era la sisena prova del Campionat d'Europa d'aquell any i tingué lloc el 7 de març pels voltants de Sant Llorenç del Munt, amb sortida a Matadepera, Vallès Occidental. Hi participaren 73 pilots, els quals hagueren de superar 24 zones repartides al llarg d'un recorregut que calia completar 2 vegades.
L'afluència de públic fou quantificada en més de 15.000 espectadors.

## Classificació
| Posició | Pilot            | Motocicleta | Punts |
| ------- | ---------------- | ----------- | ----- |
| 1       | Mick Andrews     | OSSA        | 26    |
| 2       | Alan Lampkin     | Bultaco     | 35    |
| 3       | Malcolm Rathmell | Bultaco     | 38    |
| 4       | Gordon Farley    | Montesa     | 38,8  |
| 5       | Rob Edwards      | Montesa     | 41    |
| 6       | Martin Lampkin   | Bultaco     | 43    |
| 7       | Ian Haydon       | Montesa     | 47,2  |
| 8       | Ignasi Bultó     | Bultaco     | 52,5  |
| 9       | Pere Pi          | Montesa     | 57,1  |
| 10      | David Thorpe     | OSSA        | 59,7  |